# 강동연 (정치인)
강동연(姜桐蓮, 1942년 1월 3일 ~ 2004년 1월 7일)은 대한민국의 외교관이자 정치인이다.

## 생애
전라남도 나주시 출신으로 광주제일고등학교, 고려대학교 정치외교학과를 졸업했다. 학군사관 3기 과정을 마친 다음에 대한민국 육군 소위로 임관되었으며 전역 이후에는 주삿포로 대한민국 총영사관 영사, 주사우디아라비아 대한민국 대사관 공사로 근무했다. 고려대학교 정책과학대학원 석사 과정을 졸업하고 양재장학회 이사장, 대한민국 국가안전기획부 차장 수석보좌관 등을 역임했다.
1995년에 있었던 김대중의 새정치국민회의 창당 과정에 합류했다. 1996년에 실시된 대한민국 제15대 국회의원 선거에서는 서울 강남구 갑 새정치국민회의 후보로 출마했으나 서상목 신한국당 후보, 홍성우 민주당 후보에 밀려 3위로 낙선했다. 새정치국민회의에서 기획조정실 부실장, 사무부총장을 역임했고 2000년부터 2003년까지 한국방송광고공사(현재의 한국방송광고진흥공사의 전신) 사장을 역임했다.

## 역대 선거 결과
| 실시년도 | 선거   | 대수 | 직책     | 선거구         | 정당           | 득표수   | 득표율          | 순위 | 당락 | 비고 |
| -------- | ------ | ---- | -------- | -------------- | -------------- | -------- | --------------- | ---- | ---- | ---- |
| 1996년   | 총선   | 15대 | 국회의원 | 서울 강남구 갑 | 새정치국민회의 | 21,385표 | \| \| 18.77% \| | 3위  | 낙선 |      |
|          | 18.77% |      |          |                |                |          |                 |      |      |      |